# キーウ攻勢 (2022年)
キーウ攻勢（キーウこうせい）は、2022年ロシアのウクライナ侵攻中にウクライナのキーウ州（キエフ州）で行われたロシア陸軍による攻勢である。またキーウ（キエフ）ではソビエト連邦時代にも独ソ戦でドイツ国防軍の攻撃に晒されており（1941年のキエフの戦い）、81年ぶりの戦争となった。

## 時系列

### 2月24日
2月24日の早朝、ロシア軍はキーウの主要空港であるボルィースピリ国際空港を含むキーウ州の標的に対して砲撃とミサイル攻撃を開始した。
正午前に、既にベラルーシに集まっていたロシア軍が国境を越えて北からキーウ州に入った。ロシア軍は、ウクライナ軍との小競り合いの後、国境近くにあるチェルノブイリ原子力発電所の支配権を掌握した。
その日の午後、ロシアの空挺部隊がホステメル空港に着陸し、一時的にその支配権を握った後、空港の支配権をめぐる激しい戦闘が始まった。ウクライナ当局によると、ロシア空挺部隊は後にウクライナ軍によって空港から撃退された。ロシア軍は再度キーウ貯水池周辺に上陸を試みた。
2月24日の夜、ウクライナのウォロディミル・ゼレンスキー大統領は、「サボタージュ部隊」がキーウに接近していると述べた。その夜、米国国防長官のロイド・オースティンは、国会議員との会話の中で、一部のロシアの機械化歩兵部隊がキーウから20マイル (32 km) まで進軍していると述べた。

### 2月25日
2月25日の朝、ロシア空軍は首都への爆撃を続け、キーウ中心部を爆撃した。ウクライナ軍は後にキーウ上空でロシアの飛行機を撃墜した。飛行機は9階建ての集合住宅に墜落し、建物が炎上した。
6:47頃、ウクライナ軍の部隊がイヴァンキウ近くのテテリフ川に架かる橋を爆発させ、チェルノブイリから前進するロシア戦車部隊の進軍を止めた。
ウクライナ軍参謀本部は後に、ウクライナの空挺部隊がイヴァンキフとダイマーでロシア人と交戦中であると述べた。
午前中、ウクライナ国防省は、ロシア軍が市北部のオボロン地区に侵入したと主張した。
イギリスのベン・ウォーレス国防大臣は、これまでにキーウで450人のロシア人兵士が殺害されたと推定した。
キーウ市街でロシア軍部隊とウクライナ軍で市街戦が発生。犠牲者が出るもロシア軍部隊を撃退したとウクライナ軍当局が発表した。

### 2月26日
2月26日の早朝、ロシア空挺部隊は、ヴァスィリキーウ空軍基地を占領するために、キーウのすぐ南にあるヴァスィリキーウ市に上陸し始めた。その後の戦いでは、都市の支配をめぐって激しい戦いが始まった。01:30に、ウクライナ軍は、ウクライナのSu-27戦闘機がヴァスィリキー上空で空挺兵を乗せたロシアのイリューシンIl-76を撃墜したと主張している。03:20頃、ウクライナ国務特別通信局は、ビラツェルクヴァ上空で2回目のIl-76が撃墜されたと報告した。同日、ウクライナの首都キーウでロシア軍から攻撃を受けたが1部隊を撃退。

### 2月27日
ヴェルホーヴナ・ラーダは、ウクライナ軍がキーウ近郊のホストーメリ空港周辺においてカディロフツィの一部隊を殲滅、ロシア国境軍第141連隊司令官マゴメド・ツシャエフを殺害したとTelegramの公式アカウントにおいて発表した。しかし、ラムザン・カディロフはツシャエフは生存していると主張し、別の軍司令官とともに映る動画をTelegramに投稿した。

### 3月1日
3月1日、ロシアのミサイルがキーウのテレビ塔を攻撃し、市内のテレビ放送が停止し、5人が死亡した。ロシアの砲撃はルサニフカとクレニフカ、ボヤルカとヴィシュネヴェの郊外にも及んだ。またボロディアンカでは激しい戦闘が続いている。

### 3月2日
3月2日、イルピンはミサイル攻撃を受けて大きな被害を受けたと報告された。ウクライナ軍総司令官であるヴァレリー・ザルジニーは、後にウクライナ軍がマカリヴを奪還したと表明した。

### 3月15日
ウクライナ国家警察は、ホストメルでロシア軍が避難バスに発砲し、民間人1人が死亡、2人が負傷したと発表した。ブチャでは、ロシア軍が義勇兵と市議会職員を拘束したが、翌日には解放した。

### 3月16日
ウクライナ政府はキーウに接近するロシア軍を撃退するため、反攻を開始したと発表した。その結果ブチャ、ホストメル、イルピンで戦闘が行われた。

### 4月3日
ウクライナ軍はキーウ州全地域を奪還、ロシア軍は撤退しキーウ攻勢はウクライナの勝利で終わる。